# Маастрихтская школа менеджмента
Маастрихтская школа менеджмента (англ. Maastricht School of Management / MSM) — международная бизнес-школа в Маастрихте, Нидерланды.

## История
Маастрихтская школа менеджмента, которая ранее называлась Нидерландским Международным Институтом Менеджмента, была основана в 1952 году.

## Международные связи
Осуществляет совместные образовательные программы с Алматинским университетом Менеджмента и Азербайджанской дипломатической академией.

## Внешние ссылки
- Официальная страница университета
- | Образование | Это заготовка статьи об образовании. Помогите Википедии, дополнив её. |